# یارم‌تپه
یارم تپه یک روستا در ایران است که در دهستان تمران واقع شده‌است. یارم تپه ۶۵۰ نفر جمعیت دارد.
یارم تپه یا به زبان محلی یاریم تپه شامل آثار اولین سکونت اقوام دوره ما قبل تاریخ و روزگار باستان در دشت است و ظاهراً این اقوام از هزاره پنجم قیل از میلاد در این محل ساکن شده و مدارج ترقی را تا اواخر دوره ساسانی در این جلگه پیموده‌اند. یارم تپه به علت سکونت‌های مداوم شکل مرتب و منظمی را ندارد. تمدن یارم تپه را می‌توان معرف تمدن شمال شرقی ایران که تاکنون مطالعه گسترده‌ای در مورد آن نشده‌است. برخی از نقوش بر روی سفال‌ها منحصر به فرد بوده ودارای خصوصیات و مشخصات محلی می‌باشد این تپه تاریخی در حدود ۵۰۰ متری غرب بندیان و در مجاورت رود درونگر قراردارد.